# Autostrada Cosina-Fiume
L'autostrada Cosina-Fiume (in sloveno: avtocesta Kozina-Reka) sarà un'autostrada slovena di fondamentale importanza per lo sviluppo economico balcanico.
L'autostrada dovrebbe far parte, dopo la sua costruzione, dell'autostrada diretta che collegherà Trieste con Fiume.

## Percorso
L'autostrada (salvo prolungamenti verso l'Italia) inizierà diramandosi dall'autostrada A1 all'altezza di Cosina e terminerà sul confine croato, per continuare come autostrada A7 Quarnerina per Fiume e la costa croata.
Fungerà da parallela alla strada statale 7.